# 1873 en arts plastiques
| Années des arts plastiques : 1870 - 1871 - 1872 - 1873 - 1874 - 1875 - 1876    |
| Décennies des arts plastiques : 1840 - 1850 - 1860 - 1870 - 1880 - 1890 - 1900 |

Cette page concerne l'année 1873 en arts plastiques.

## Œuvres

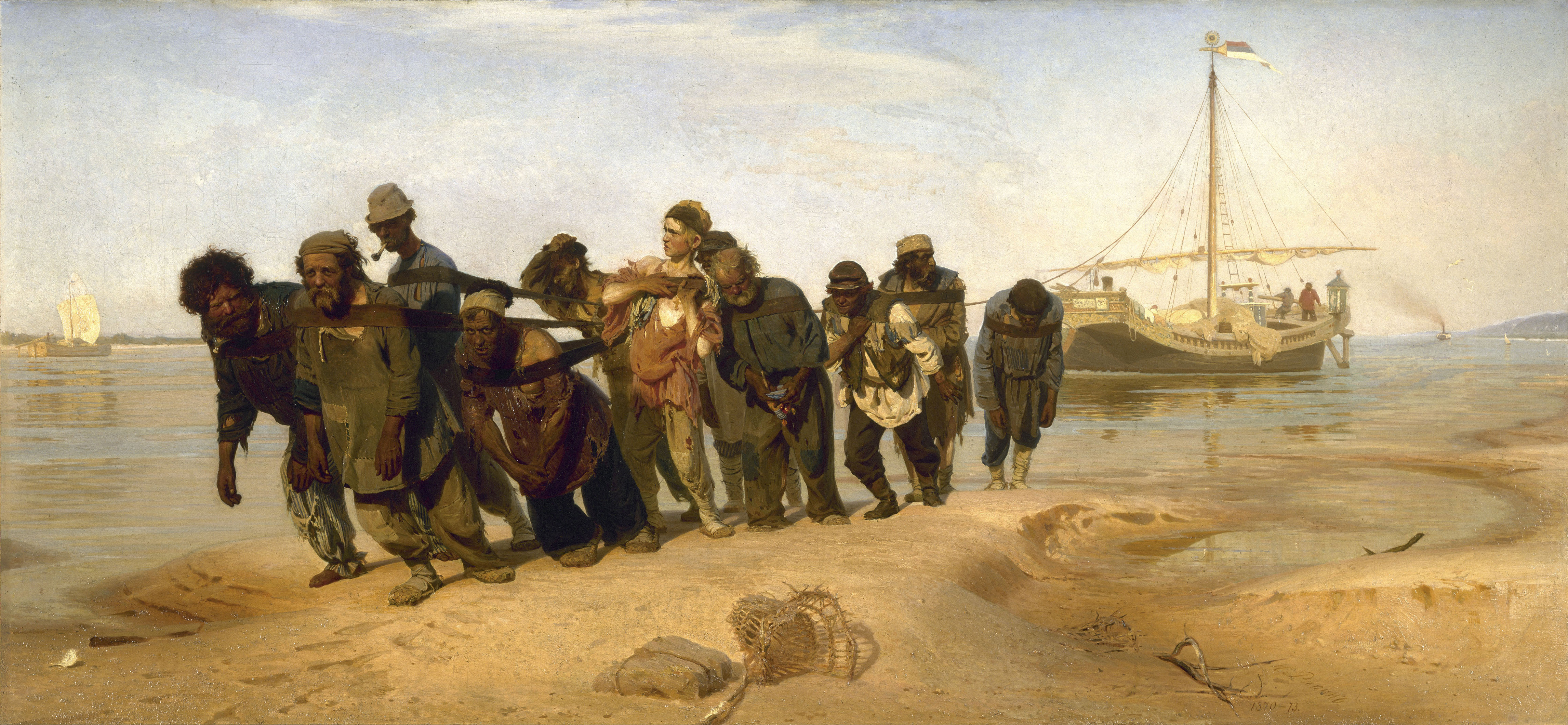
Les Haleurs de la Volga, toile d’Ilia Répine.

## Naissances
- 2 janvier : Gaston Brun, peintre français († 17 mai 1918),
- 6 janvier : Joaquim Mir, peintre espagnol († 27 avril 1940),
- 12 janvier : Alfred Lesbros, peintre français († 17 avril 1940),
- 14 janvier : Léon Lehmann, peintre français († 2 novembre 1953),
- 16 janvier : Ossip Braz, peintre russe puis soviétique († 6 novembre 1936),
- 27 janvier : Carl Moser, peintre et graveur austro-hongrois puis autrichien († 23 juillet 1939),
- 28 janvier : Frans Smeers, peintre belge († 1er juin 1960),
- 30 janvier : Georges Ricard-Cordingley, peintre français († 25 avril 1939),
- 31 janvier : Louis de Monard, peintre et sculpteur animalier français († 15 juillet 1939),
- 2 février : Émile Artus Boeswillwald, peintre français († 20 mars 1935),
- 9 février :
  - Jacques Baseilhac, peintre et graveur français († 7 octobre 1903),
  - Maurice de Lambert, illustrateur, peintre, décorateur et graveur français († 20 novembre 1953),
- 10 février : Kamil Vladislav Muttich, peintre et illustrateur austro-hongrois puis tchécoslovaque († 6 novembre 1924),
- 14 février : Albert Guillaume, peintre, affichiste et caricaturiste français († 10 août 1942),
- 20 février : Émile Delobre, peintre français († 1956),
- 23 février : Fernand-Louis Gottlob, peintre, illustrateur et graveur français († 10 novembre 1935),
- 24 février : Henri Rapin, peintre, illustrateur et décorateur français († 30 juin 1939),
- 5 mars : Richard Benno Adam, peintre allemand († 20 janvier 1937),
- 8 mars : Elisée Cavaillon, sculpteur et peintre français († 5 mai 1954),
- 10 mars : Raymond Jean Verdun, peintre paysagiste français († 11 août 1954),
- 17 mars : Shirataki Ikunosuke, peintre japonais († 25 novembre 1960),
- 26 mars : 
  - Lubin de Beauvais, peintre et illustrateur français († 3 janvier 1917),
  - Yvonne Serruys, sculptrice française († 1er mai 1953),
- 28 mars : István Nagy, peintre hongrois († 13 février 1937),
- 30 mars : Daniele de Strobel, peintre italien († 8 juin 1942),
- 10 avril : Kanzan Shimomura, peintre japonais († 10 mai 1930),
- 14 avril : Gustave Louis Jaulmes, peintre français († 7 janvier 1959),
- 16 avril : Árpád Basch, peintre, graphiste et affichiste hongrois († 7 juin 1945),
- 23 avril :
  - Valéry Müller, peintre, dessinateur, caricaturiste, illustrateur et journaliste français († 26 mai 1917),
  - Félix Planquette, peintre de paysage et animalier français († 12 mars 1964),
  - Vladimir de Terlikowski, peintre polonais († 1951),
- 24 avril : André Bauchant, peintre naïf français († 12 août 1958),
- 29 avril : Pierre Desbois, peintre et graveur aquafortiste français († 15 décembre 1939),
- 3 mai : Ernesto Aurini, peintre, photographe, dessinateur et caricaturiste italien († 18 décembre 1947),
- 10 mai : Abraham Mordkhine, peintre impressionniste franco-russe († 7 mars 1943),
- 13 mai :
  - Sabine Hackenschmidt, peintre et graveuse française († 6 juin 1939),
  - Stanislav Joukovski, peintre d'origine polonaise et biélorusse († août 1944),
- 14 mai : Adrien Godien, peintre français († 28 juillet 1949),
- 26 mai : Olaf Gulbransson, peintre, dessinateur, graphiste et caricaturiste norvégien († 18 septembre 1958),
- 28 mai : Jack Abeillé, peintre, affichiste, dessinateur et illustrateur français († après 1936),
- 1er juin : Marguerite Delaroche, peintre miniaturiste française († 20 janvier 1963),
- 5 juin :
  - Louis Borgex, peintre, caricaturiste et lithographe français († 1959),
  - Louis Leynia de La Jarrige, journaliste, peintre animalier et illustrateur de livres pour enfants français († 1er juin 1933),
- 10 juin : Georges Scott, peintre et illustrateur français († 10 janvier 1943),
- 18 juin : Maurice Feuillet, peintre, dessinateur, illustrateur et journaliste français († 15 avril 1968),
- 24 juin : Frédéric Sauvignier, peintre et illustrateur français († septembre 1949),
- 12 juillet : Victor Dupont, peintre, aquarelliste, graveur et céramiste français († 7 juillet 1941),
- 15 juillet : Hendrik Jan Wolter, peintre et graveur néerlandais († 29 octobre 1952),
- 25 juillet : Henri Meunier, peintre, graveur, illustrateur et affichiste belge († 8 septembre 1922),
- 27 juillet : Oswald Pilloud, peintre et dessinateur suisse († 6 juillet 1946),
- 28 juillet : Léon Rudnicki, peintre, illustrateur et décorateur français († 29 janvier 1958),
- 29 juillet : Alcide Le Beau, peintre français († 12 août 1943),
- 31 juillet : Vojtěch Preissig, designer, typographe, graveur et enseignant austro-hongrois puis tchécoslovaque († 11 juin 1944),
- 5 août : Joseph de La Nézière, peintre et illustrateur français († 15 avril 1944),
- 11 août : May Wilson Preston, peintre américaine († 18 mai 1949),
- 20 août : Ivan Klioune, peintre, graphiste et sculpteur russe puis soviétique († 13 décembre 1943),
- 25 août : François Joseph Girot, peintre français († 7 mai 1916),
- 7 septembre : Emīlija Gruzīte, peintre lettone († mars 1945),
- 12 septembre : Robert C. Vose, collectionneur et marchand d’œuvres d'art américain († 1964).
- 16 septembre : Alfred Bastien, peintre belge († 7 janvier 1955),
- 17 septembre : Max Švabinský, peintre et graveur austro-hongrois puis tchécoslovaque († 10 février 1962),
- 1er octobre : Georges-Frédéric Rötig, peintre et illustrateur français († 20 août 1961),
- 11 octobre : Eugène Dufour, peintre français († 12 janvier 1941),
- 12 octobre : Nadežda Petrović, peintre serbe († 3 avril 1915),
- 17 octobre : Paul-Émile Pajot, marin pêcheur et peintre français († 22 septembre 1929),
- 22 octobre : Gabriel Drageon, peintre et aquarelliste français († 21 mai 1935),
- 4 novembre : Madeleine de Lyée de Belleau, sculptrice, céramiste, photographe et exploratrice française († 5 août 1957),
- 5 novembre : Ivan Goriouchkine-Sorokopoudov, peintre, graphiste et professeur de peinture russe puis soviétique († 29 décembre 1954),
- 11 novembre : Eugeniusz Kazimirowski, peintre polonais († 23 septembre 1939),
- 18 novembre : Jeanne Pelisson-Mallet, peintre française († 12 septembre 1961),
- 24 novembre : Gyokudō Kawai, peintre japonais de l'école nihonga († 30 juin 1957),
- 25 novembre : William Laparra, peintre français († 5 septembre 1920),
- 29 novembre : Grigori Bobrovski, peintre et professeur russe puis soviétique († 1942),
- 1er décembre :
  - Alexis Mérodack-Jeaneau, peintre et sculpteur français († 8 mars 1919),
  - Lucien Pénat, peintre et graveur français († 23 octobre 1955),
- 2 décembre :
  - Galileo Chini, graphiste, architecte, scénographe, céramiste et peintre italien du style Art nouveau († 23 août 1956),
  - Henri-Achille Zo, peintre et illustrateur français († 9 septembre 1933),
- 4 décembre : Henri Caruchet, peintre, aquarelliste, illustrateur et poète français († 2 janvier 1948),
- 7 décembre : Mikhaïl Demianov, peintre russe († 23 juin 1913),
- 13 décembre : Léon Nassoy, peintre français († 5 août 1937),
- 23 décembre : Károly Kernstok, peintre hongrois († 9 juin 1940),
- ? :
  - Henri Aurrens, peintre, illustrateur et caricaturiste français († 1934),
  - Henri-Georges Bréard, peintre français († 1950),
  - Julien Duvocelle, peintre français († 1961),
  - Stanislav Joukovski, peintre d'origine polonaise et biélorusse († 1944),
  - Kimon Loghi, peintre roumain d'origine armouaine († 1952),
  - Maurice Rogerol, peintre et sculpteur français († 1946),
  - Berthe Roten-Calpini, peintre suisse († 1962).

## Décès
- 1er janvier : Nikola Aleksić, peintre serbe (° 1808),
- 23 janvier : Gustave Ricard, peintre français (° 1er septembre 1823),
- 28 mars : Pierre-Antoine Labouchère, peintre français (° 26 novembre 1807),
- 22 avril : Théophile Vauchelet, peintre français (° 4 février 1802),
- 9 mai : Stéphanie de Virieu, peintre et sculptrice française (° 14 juillet 1785),
- 11 mai : Louis-Joseph Ghémar, lithographe, peintre et photographe belge († 8 janvier 1819),
- 5 juillet : Giovanni Carnovali, peintre italien (° 29 septembre 1804),
- 8 juillet :
  - Thomas Robertson, navigateur et peintre américain (° 19 août 1819),
  - Franz Xaver Winterhalter, peintre et lithographe allemand (° 20 avril 1805),
- 21 juillet : Louis-Charles-Auguste Couder, peintre français (° 1er avril 1790),
- 4 août : Viktor Hartmann, architecte et peintre russe (° 5 mai 1834),
- 8 août : Antoine Chintreuil, peintre français (° 15 mai 1814),
- 23 août : Nikolaï Maïkov, peintre russe (° 28 août 1794),
- 3 septembre : Célestin Nanteuil, peintre, graveur et illustrateur français (° 1813),
- 7 septembre : Jules Verreaux, ornithologue français (° 24 août 1807),
- 10 septembre : Constant-Louis-Félix Smith, peintre français (° 18 novembre 1788),
- 1er octobre : Edwin Landseer, peintre et sculpteur britannique (° 7 mars 1802),
- 6 octobre : Fiodor Vassiliev, peintre paysagiste russe (° 22 février 1850),
- 13 novembre : Eduardo Rosales, peintre espagnol (° 4 novembre 1836),
- 19 décembre : Pharamond Blanchard, peintre d'histoire et de genre, dessinateur, lithographe, illustrateur et écrivain français (° 27 février 1805),
- 22 décembre : Ida du Chasteler, peintre héraldiste belge (° 9 juillet 1797).